# レジナルド・リー

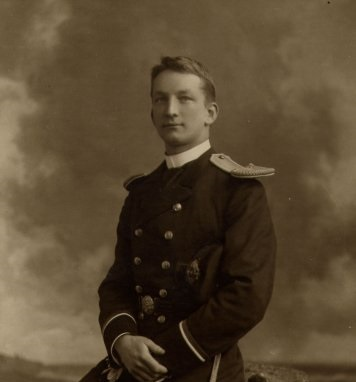
レジナルド・リー

レジナルド・リー（英語: Reginald Lee、1870年5月19日 - 1913年8月6日）は、イギリスの船員。1912年に沈没した客船タイタニック号の氷山衝突の際に見張り台に立っていた人物の一人。

## 経歴
イングランド・オックスフォードシャー・ベンソン生まれ。1900年2月に退役するまで王立海軍に主計官補佐として勤務。
1897年にエミリー・セリナ・ハンナ・ ヒル（Emily Selina Hannah Hill）と結婚。二人の間に子供はできなかった。
1911年の国勢調査ではサウサンプトンのリッチモンドストリート26番地（26 Richmond Street）に下宿していることと、職業は湾岸労働者と申告している。1912年4月6日にサウサンプトンでタイタニック号の船員として登録した際にはサウサンプトンのスリーフォルド・レーン62番地（62 Threefold Lane）を住所地として書いている。
彼はタイタニックの姉妹船オリンピック号から移籍した船員であり、監視員として月給5ポンドを受けていた。1912年4月14日22時、リーとフレデリック・フリートは、マスト上の監視台のジョージ・サイモンズとアーチー・ジュエルと勤務交代して監視の任に付いた。リーは右舷側に陣取っていた。
23時40分にフリートとリーは氷山を発見。リーはこの時のことを「フリートが3回ベルを鳴らして、『右正面』の警告を行った。そしてすぐにブリッジに電話して『右正面に氷山（Iceberg right ahead.）』と告げた。ブリッジから帰ってきた返事は『ありがとう（Thank you.）』だった。」と証言している。
リーは11号ボートを割り当てられていた船員だったが、13号ボートへの乗船を命じられ、同ボートの舵を取ることになった。ボートが水面に降りた時、その上から15号ボートが下ろされてきて潰されそうになったと証言している。
1912年5月8日に通商調査委員会で証言を行った。双眼鏡がなかったことについて尋問された。
サウサンプトンへ戻り、船員のキャリアを続けたが、心臓肥大を患っており、1913 年8月6日に肺炎と胸膜炎による心不全で死亡した。